# 마리아 올라프스도티르
마리아 올라프스도티르(María Ólafsdóttir, 1993년 2월 2일 ~ )는 아이슬란드의 가수, 배우이다.